# Schulmädchen (Fernsehserie)
Schulmädchen ist eine Fernsehserie des Senders RTL. Ein 45 Minuten langer Pilotfilm lief erfolgreich am 31. Mai 2002. Die erste Staffel mit sechs Episoden der Serie wurde daraufhin am 30. Januar 2004 gestartet. Am 25. April 2005 erschien die erste Staffel auf DVD, nachdem die zweite Staffel gedreht worden war. Diese bestand aus acht Episoden und wurde im Herbst desselben Jahres ausgestrahlt. 2006 wurde diese Staffel auf DVD veröffentlicht. Ab Februar 2008 wurde die Serie auf Comedy Central wiederholt.

## Inhalt
Die Serie handelt von den Problemen von vier Teenagern: Laura (Birthe Wolter) ist vor kurzem aus Passau nach München gezogen und hofft, in ihrer neuen Schule neue Freunde zu finden. Dort angekommen, erkennt sie sofort, dass die ganze Schule nur von Cliquen beherrscht wird. Die beliebteste Clique der Schule besteht aus der vermögenden, wie arroganten, vermeintlichen Jungfrau Stella (Simone Hanselmann), der cleveren Lili (verschiedene Darstellerinnen, siehe unten) und der sexuell sehr aktiven Cara (Laura Osswald). Im Pilotfilm hört Laura zufällig, dass Stella, Lili und Cara sich während einer Schulfeier ins Lehrerzimmer schleichen wollen, um heimlich die Lösungen der Englischklausur zu kopieren. Als die Clique die mithörende Laura entdeckt und droht, ihren Ruf komplett zu zerstören, droht diese prompt ihrerseits, dass sie den Plan der Clique ausplaudern könnte und dann würden sie von der Schule geworfen. Nachdem Laura ihnen gesagt hat, dass sie für ihr Schweigen auch die Ergebnisse der Klausur haben wolle, geht die Clique zwar darauf ein, jedoch nur unter einer Bedingung: Statt der promiskuitiven Cara soll nun Laura selbst ihren betrunkenen und mit Potenzmitteln scharf gemachten Englischreferendar Ewan Matthews (Henning Baum) verführen und heimlich den Schlüssel des Lehrerzimmers klauen, sodass sich die anderen Zugang zu den Unterlagen der Klausur verschaffen können.
Als Laura von den betrunkenen Annäherungsversuchen des Referendars überfordert ist und flüchten will, übernimmt Cara, die vor der Tür gelauscht hat, Ewan Matthews und rettet die Situation.
Was Laura und die Clique nicht wissen, ist, dass Stellas ewige Gegenbuhlerin Ramona das ganze Liebesabenteuer zwischen Cara und dem Referendar heimlich gefilmt hat, um die beliebte Clique zu sabotieren. Ramonas Plan scheint zunächst aufzugehen. Als das Video dem Leiter der Video AG und somit auch der Schulleitung zugespielt wird, wird kurzerhand eine Konferenz einberufen, um den 'außerschulischen Kontakt' zwischen Cara und dem Referendar zu besprechen. Laura, die „eigentlich auf dem Video sein solle“ -wie die verärgerte Stella findet- denkt sich einen Plan aus, um die Situation in letzter Minute zu retten: Sie will Stellas Freund in denselben Räumlichkeiten der Video AG verführen, das Ganze heimlich filmen und die gemachten Videos gegeneinander austauschen.
Die weiteren Folgen handeln von den Problemstellungen der Clique um Stella, Cara, Laura und Lili. Themen der Folgen sind unter anderem, wie sich Stella in einen vermeintlichen Graf auf der Schule verliebt, Lili vermutet, schwanger zu sein und der ewige Konkurrenzkampf zwischen Stella und ihrem Gegenpart Ramona, gespielt von Arzu Bazman. Ramona wäre eigentlich selbst gerne in die High Society-Clique integriert. Deshalb versucht sie immer wieder, die Clique um Stella zu sabotieren oder dafür zu sorgen, dass diese von der Schule fliegt. Die Folge Method Acting aus der zweiten Staffel verdeutlicht schließlich besonders, dass Ramona darunter leidet, nicht in die coole Clique zu gehören und wie sie versucht, sich in diese einzuschleichen.

## Besetzung

### Hauptdarstellerinnen
| Schauspieler      | Rolle                 | Staffeln   |
| ----------------- | --------------------- | ---------- |
| Birthe Wolter     | Laura Heller          | Pilot, 1–2 |
| Simone Hanselmann | Stella Morgenroth     | Pilot, 1–2 |
| Laura Osswald     | Cara de Boni          | Pilot, 1–2 |
| Jessica Franz     | Lilliane „Lili“ Frank | Pilot      |
| Saskia de Lando   | Lilliane „Lili“ Frank | 1          |
| Marie Rönnebeck   | Lilliane „Lili“ Frank | 2          |

Mit den wechselnden Schauspielerinnen der „Lili“ änderte sich auch die Interpretation der Rolle. Im Pilot kam Lili kaum zu Wort und wurde als zickiger Schul-DJ dargestellt, als ein Mitläufer von Cara und Stella. In der ersten Staffel war sie dann eine feministische Umweltaktivistin, welche auch im Tierschutz aktiv ist. In der letzten Staffel wird sie wieder freizügiger und offenherziger, bleibt jedoch das Gewissen von Cara und Stella.

### Nebendarsteller
| Schauspieler        | Rolle           | Staffeln   |
| ------------------- | --------------- | ---------- |
| Arzu Bazman         | Ramona          | Pilot, 1–2 |
| Thomas Limpinsel    | Paul Heller     | Pilot, 1–2 |
| Tim Bertram         | Phillipp Heller | Pilot      |
| Constantin Gastmann | Phillipp Heller | 1–2        |
| Stefan Rutz         | Herr Lenz       | 1–2        |
| Elyas M’Barek       | Alican          | 1          |
| Eralp Uzun          | Alican          | 2          |
| Katharina Blaschke  | Gisela Birkle   | Pilot      |
| Adele Neuhauser     | Gisela Birkle   | 1          |
| Susanne Czepl       | Gisela Birkle   | 2          |
| Fabian Oscar Wien   | Zig Zag         | Pilot      |
| Tom Lass            | Zig Zag         | 1          |
| Isabella Jantz      | Bettina         | Pilot, 1–2 |

## Produktion

### Regie
Für die Regie der ersten Folgen wurde im Vor- und Abspann der Name Alan Smithee angegeben, was ein Zeichen dafür ist, dass der eigentliche Regisseur sich von seiner Arbeit distanziert. Abgesehen davon zeichnet Axel Sand für Kamera und Regie bei der ersten Staffel verantwortlich. Die zweite Staffel der Serie schrieb in wesentlichen Teilen  Bora Dagtekin, der kurz darauf seinen endgültigen Durchbruch mit der ARD-Serie Türkisch für Anfänger hatte.

### Kulisse
Das Franz-Joseph-Strauß Gymnasium hat insgesamt drei verschiedene Innenfassaden. Schon in der ersten Staffel war das innere Gebäude ein anderes als im Pilotfilm. Ein erneuter Wechsel der Innenfassade fand in der zweiten Staffel statt. Hier wurden jedoch teilweise dieselben Außenaufnahmen aus der ersten Staffel verwendet. Die Wohnung der Hellers (Laura) vergrößert sich im Laufe der Serie. Im Piloten ist es eine einfache Wohnung, die nur kurz zu sehen ist. In Staffel 1 ein kleines Loft und in Staffel 2 dann eine komplett andere Wohnung. Die Außenfassade blieb jedoch ebenso wie beim Franz-Joseph-Strauß Gymnasium die gleiche.

### Musik
Der Titelsong zur zweiten Staffel hieß Hook Me Up und wurde von den Darstellerinnen selbst gesungen. Als Singleauskopplung aus dem Soundtrack erreichte er Platz 50 der deutschen Verkaufscharts (8. August 2005). Die Titelsongs zum Pilotfilm und zur ersten Staffel stammten von den No Angels und No Doubt.

### Sonstiges
In der Produktion haben sich einige Anschluss- und Logikfehler eingeschlichen.
Im Pilotfilm fahren die drei Freundinnen vor dem Vorspann mit einem Mercedes mit dem Kennzeichen „M-LS 1140“ zur Schule. Direkt nach dem Vorspann ist auf dem Parkplatz des Gymnasiums ein Ferrari mit eben diesem Kennzeichen in Großaufnahme zu sehen und der Mercedes kommt mit dem Kraftfahrzeugkennzeichen „M-HV 1064“ an. Das ursprüngliche Kennzeichen ist anschließend noch an einem dritten Fahrzeug zu sehen, bevor es in einer weiteren Fahrszene wieder am Mercedes erscheint. Dieser ist zudem nur vorn rechts mal mit Stahl- und dann wieder mit Alufelge zu sehen.
Auch das Alter der Protagonistinnen variiert von Folge zu Folge. Einmal sind sie volljährig und fahren Auto, dann berufen sie sich wieder auf ihre Minderjährigkeit, besuchen aber auch Striplokale und arbeiten als Telefonsex-Angestellte, oder müssen in Obhut der Jugendfürsorge.

## Kritik
Kritisiert wurde die Serie unter anderem vom Deutschen Philologenverband und von der damaligen bayerischen Kultusministerin Monika Hohlmeier. Sie bezeichnete die Serie als „peinlich“, „niveaulos und absolut primitiv“. Sie kritisierte weiter, dass für die Benennung des Gymnasiums, des zentralen Handlungsorts der Serie, der Name ihres verstorbenen Vaters Franz Josef Strauß benutzt wurde. Eine Erlaubnis zur Verwendung des Namens wurde laut Hohlmeier nicht erteilt.

## Auszeichnungen
Für ihre Darstellung der Ramona in der Serie wurde Arzu Bazman 2004 für den Deutschen Comedypreis als Beste Schauspielerin in einer Comedyserie nominiert.

## Episoden
2002 erschien der Pilotfilm der Serie, in der Laura, um in die Clique zu kommen, ihren Englischreferendar verführen soll, damit sie an die Lösungen der Englischklausur kommen.

### Erste Staffel (2004)
| Nr. (Gesamt) | Nr. (Staffel) | Folgentitel             | Erstausstrahlung |
| ------------ | ------------- | ----------------------- | ---------------- |
| 1            | 0             | Pilot*                  | 31. Mai 2002     |
| 2            | 1             | Größer ist besser       | 30. Januar 2004  |
| 3            | 2             | Der Duft der Frauen     | 6. Februar 2004  |
| 4            | 3             | Drei sind einer zu viel | 13. Februar 2004 |
| 5            | 4             | Ruf! Mich! An!          | 20. Februar 2004 |
| 6            | 5             | Die Qual der Wahl       | 27. Februar 2004 |
| 7            | 6             | Der Käfermann           | 27. Februar 2004 |

### Zweite Staffel (2005)
| Nr. (Gesamt) | Nr. (Staffel) | Folgentitel             | Erstausstrahlung |
| ------------ | ------------- | ----------------------- | ---------------- |
| 8            | 1             | Die Schulmutti          | 29. Juli 2005    |
| 9            | 2             | Chromosom XY ungelöst   | 29. Juli 2005    |
| 10           | 3             | Poolboys & Sextoys      | 5. August 2005   |
| 11           | 4             | Geiz ist geil           | 5. August 2005   |
| 12           | 5             | Hilfe, ich bin lesbisch | 12. August 2005  |
| 13           | 6             | Teppichluder            | 12. August 2005  |
| 14           | 7             | Method Acting           | 19. August 2005  |
| 15           | 8             | Sexdiät                 | 12. August 2005  |